# 부르키나파소의 현

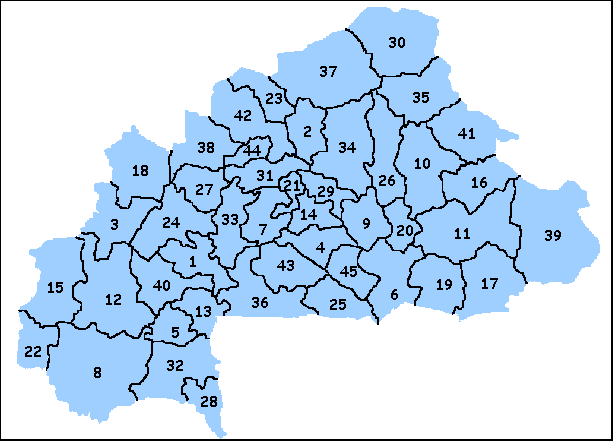
부르키나파소의 행정 구역

부르키나파소는 2단계 행정 구역인 45개 현으로 구성되어 있으며 이들 현은 다시 301개 군으로 나뉜다.
1. 발레현
2. 밤현
3. 반와현
4. 바제가현
5. 부구리바현
6. 불구현
7. 불키엠데현
8. 코모에현
9. 간주르구현
10. 그나그나현
11. 구르마현
12. 우에현
13. 이오바현
14. 카디오고현
15. 케네두구현
16. 코몽자리현
17. 콤피엥가현
18. 코시현
19. 쿨펠로고현
20. 쿠리텡가현
21. 쿠르웨오고현
22. 레라바현
23. 로룸현
24. 무운현
25. 나우리현
26. 나멘텡가현
27. 나얄라현
28. 눔비엘현
29. 우브리텡가현
30. 우달란현
31. 파소레현
32. 포니현
33. 상기에현
34. 산마텡가현
35. 세노현
36. 시실리현
37. 숨현
38. 수루현
39. 타포아현
40. 투이현
41. 야가현
42. 야텡가현
43. 지로현
44. 존도마현
45. 준드웨오고현

## 같이 보기
- 부르키나파소의 행정 구역
- 부르키나파소의 주
- ISO 3166-2:BF